# I don't want to spoil the party
I don't want to spoil the party is een liedje van John Lennon en Paul McCartney van de Britse popgroep The Beatles uit 1964. Het grootste deel van het liedje is van Lennons hand. The Beatles namen het nummer op voor hun album Beatles for sale. Het staat ook op het Amerikaanse album Beatles VI, dat een half jaar na Beatles for sale uitkwam.
In onder andere de Verenigde Staten, Canada, Nederland en België kwam Eight days a week van het album Beatles for sale als single uit. I don't want to spoil the party was in de VS en Canada de achterkant van die plaat, in Nederland en België was dat Baby's in black. Eight days a week haalde in de VS de eerste plaats, maar ook de achterkant was met een 39e plaats een bescheiden hitje.

## Achtergrond
De ik-figuur bezoekt een feest waar hij had afgesproken met zijn vriendin. Zijn vriendin komt echter niet opdagen. Daarom besluit hij maar te vertrekken, anders bederft hij het feest nog voor anderen.
Lennon en McCartney schreven het nummer voor Ringo Starr, de drummer van de groep, zo vertelde McCartney in Many years from now, een boek dat is gebaseerd op een lange reeks interviews. Het is niet duidelijk waarom het nummer uiteindelijk toch door Lennon is gezongen, maar in een interview uit 1974 noemde deze het ‘een heel persoonlijk lied’. Ringo zong op Beatles for sale het Carl Perkins-nummer Honey don't.
Ringo Starr was een liefhebber van countrymuziek en I don't want to spoil the party vertoont country-invloeden. Het nummer wordt wel beschouwd als een vroeg voorbeeld van countryrock.

## Bezetting
Het nummer werd opgenomen in negentien ‘takes’ op 29 en 30 september 1964. Maar vijf daarvan waren compleet. Pas over de negentiende ‘take’ waren The Beatles tevreden. John Lennon en Paul McCartney namen samen de zang voor hun rekening, waarbij Lennon iets meer op de voorgrond trad. Er is nog steeds discussie over de vraag wie precies wat zong.
De bezetting was:
- John Lennon, zang, akoestische gitaar als slaggitaar
- Paul McCartney, zang, basgitaar
- George Harrison, achtergrondzang, sologitaar
- Ringo Starr, drums, tamboerijn

## Covers
Rosanne Cash bracht het nummer in 1989 uit als single. Het behaalde de eerste plaats in de Hot Country Songs, de Amerikaanse countryhitparade.
The Smithereens zetten het nummer op hun album B-Sides The Beatles, een verzameling covers van minder bekende Beatlesliedjes uit 2008.